# JOYSOUND DIVE
『JOYSOUND DIVE』（ジョイサウンド・ダイブ）は、JOYSOUNDとバンダイナムコゲームスが共同開発したPlayStation 3用のカラオケソフト。
後継の『JOYSOUND.TV Plus』が2014年12月より配信されるため、同年10月31日をもってサービス終了となった。
サービス開始当初は約78,000曲だったが、オンラインで毎週数百曲が追加されて行き、末期には100,000曲以上が選択できた。

## 機能
キーチェンジ、テンポチェンジ、ボイスチェンジ、採点機能などの機能がある。曲名、歌手名、使われたドラマや映画、アニメの番組名での検索が可能。年代別やジャンルごとのカテゴリごとの選曲も可能。
流れる曲の背景のレイヤーミックス機能の他、PS3本体に取り込まれたムービーデータを背景に流すこともできる。
オンラインへの接続が必要で、実測値10Mbps以上の光回線が推奨されている。

## 料金
ソフトウェア本体はPlayStation Storeから無料でダウンロード可能。
2011年12月19日までは「無料体験キャンペーン」として、24時間チケットが無料で提供されていた。同年12月20日より正式サービスが開始され、以下の金額で提供している。
- 24時間チケット 286円+税
- 30日間チケット 952円+税(自動継続あり)[1]

また、チケットを購入していなくても楽しめるトライアル曲を、毎月5曲程度配信している。

## 対応マイク
本体のソフトがダウンロード配信のため、専用のマイクというものは発売されていないが、汎用のUSB対応マイクを使用できる。カラオケ用のマイクだけでなく、PlayStation Moveに付属しているPlayStation EyeやUSBヘッドセットでも代用可能。
以下は公式サイトで動作確認済みの製品。
- ECM-PCV80U（ソニー）
- Q2U USB ダイナミックマイク（サムソン）
- カラオケJOYSOUND Wii専用USBマイク （ハドソン） ※キーチェンジボタンは未対応。
- カラオケJOYSOUND Wii専用USBマイクDX
- PlayStation Eye（ソニー）
- NEWステレオヘッドセット3（ホリ）
- USBスタンドマイク ブラック(PS3対応)HS-MC02UBK（エレコム）
- Wii Uマイク[WUP-021]（任天堂）

## 更新情報
2011年12月15日 Ver1.01
- ｢リプレイ｣をONにした際、稀にフリーズする不具合の修正
- ネットワーク通信システムのパフォーマンスの改善

2011年12月28日 Ver1.02
- 一部楽曲で発生するフリーズの修正
- 一部のUSBマイク等で発生するノイズおよび遅延の修正
- お気に入り曲のキー設定に関する問題の修正

2012年3月14日 Ver1.03
- マイク音声出力の遅延改善
- レイヤーミキサーに｢カラオケテロップ｣追加
- レイヤーミキサーに｢お気に入り登録無し＆予約｣追加
- 歌唱履歴の重複表示改善
- 歌唱中の右スティックのキーアサイン修正
- ミュージック音量変更時のガイドメロディ音量同期
- チケット購入へのガイド対応
- その他各画面の表示調整

2012年9月25日 Ver1.04
- SONY製USBマイク「ECM-PCV80U」からの音声出力機能追加
- 「お気に入り」歌手・曲の並びを「50音順」に変更
- レイヤーミキサー「ユーザー動画」のファイル名表示改善
- 「らくらくカラオケ」モードの追加
- BDリモートコントローラでの操作・テンキーでの選曲番号入力に対応

2012年12月19日 Ver1.05
- ｢全国採点｣｢イベント採点｣機能を追加
- ｢バンダイナムコライブTV｣閲覧機能を追加

Ver1.06
- ｢バンダイナムコライブTV｣表示を終了